# Traugott Ertel
Traugott Leberecht von Ertel (* 29. September 1778 in Oberforchheim bei Freiberg; † 8. Februar 1858 in München) war ein deutscher Messinstrumentenbauer und Unternehmer.

## Leben
Der junge Traugott Ertel, ausgebildet zunächst als Schmied, erlernte das Handwerk des Feinmechanikers und Instrumentenbauers. Im Jahr 1804 trat er als Meister in die zwei Jahre zuvor von Georg von Reichenbach im Münchner Westend gegründete „Mathematische Werkstatt“ ein. Von Reichenbach entwickelte und fertigte hier zusammen mit seinen Partnern Joseph Liebherr und Joseph von Utzschneider astronomische und geodätische Instrumente. Zeitweilig war auch Joseph von Fraunhofer ein Mitarbeiter des Unternehmens. Im Jahr 1804 wurde das Unternehmen in „Mathematisch mechanisches Institut“ umbenannt.
Nachdem Ertel im Jahr 1815 Teilhaber von Reichenbachs Institut geworden war, wurden ihm von diesem am 16. Mai 1821 alle Anteile und somit das komplette Unternehmen übertragen. Ertel richtete es strategisch neu aus und fokussierte die Produktion auf hochwertige Vermessungsinstrumente wie Theodolite und Meridiankreise (Bild). Im Jahr 1834 benannte er die Firma in „T. Ertel & Sohn“ um.
Traugott Ertel starb 1858 im Alter von 79 Jahren  hoch angesehen und vielfach ausgezeichnet in München. Seinem Sohn Georg hinterließ er ein renommiertes Unternehmen mit etwa hundert Mitarbeitern. 1890 kaufte August Diez sämtliche Anteile am Unternehmen auf, das als Ertel-Werk für Feinmechanik am ursprünglichen Ort (nordwestlich der Ecke Westendstraße und Barthstraße) bis 1944 bestand, bis es nach einem Bombenangriff am 25. April 1944 völlig ausbrannte. Das Werk fand nach dem Krieg vorübergehend einen neuen Standort in der Münchner Kuglmüllerstraße, bevor es am 1. Juni 1957 von München nach Puchheim verlegt wurde, wo es bis zur Insolvenz 1984 bestand.

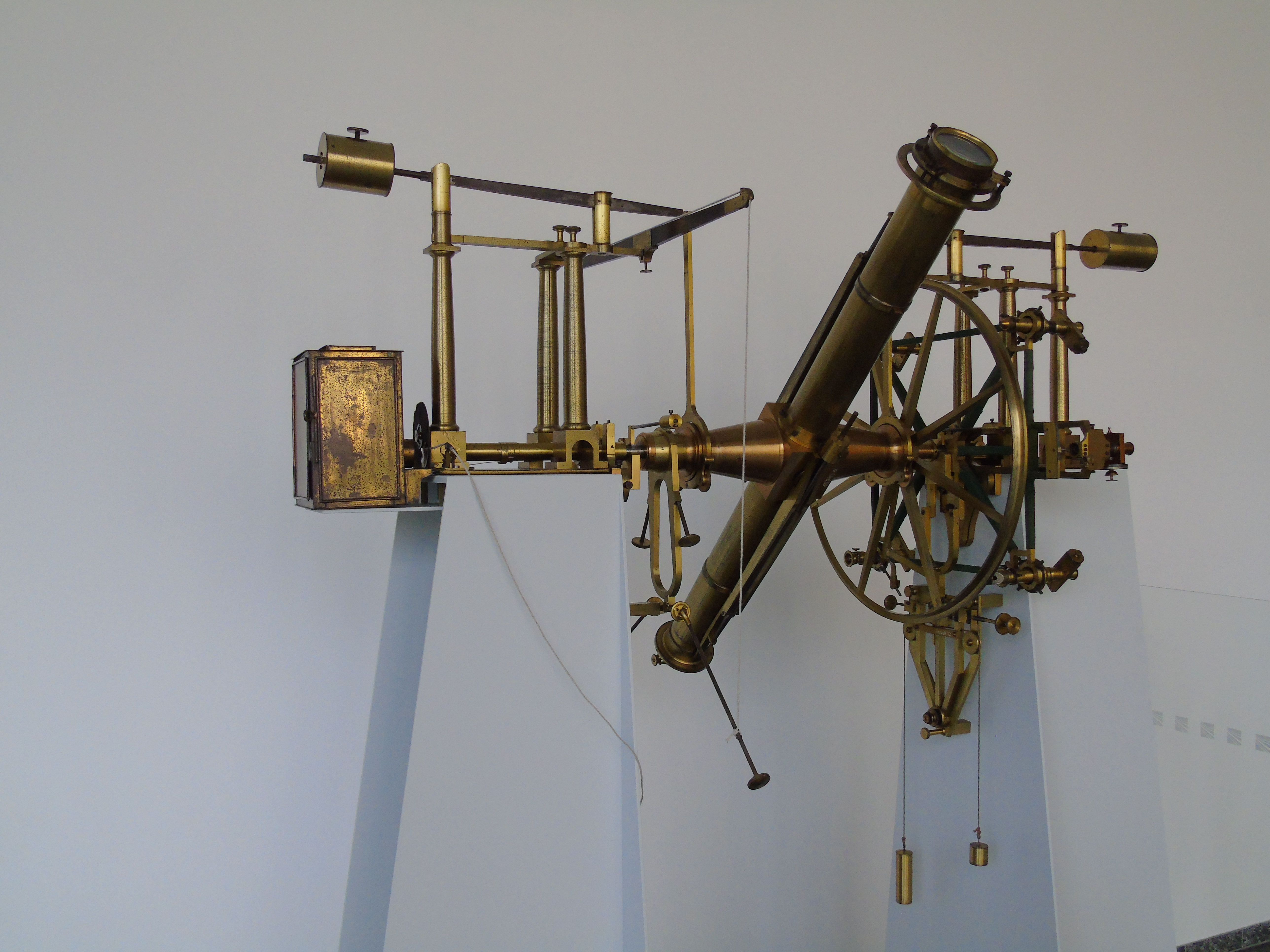
Meridiankreisinstrument aus der feinmechanischen Werkstatt von Georg von Reichenbach und Traugott Ertel (München, 1825).
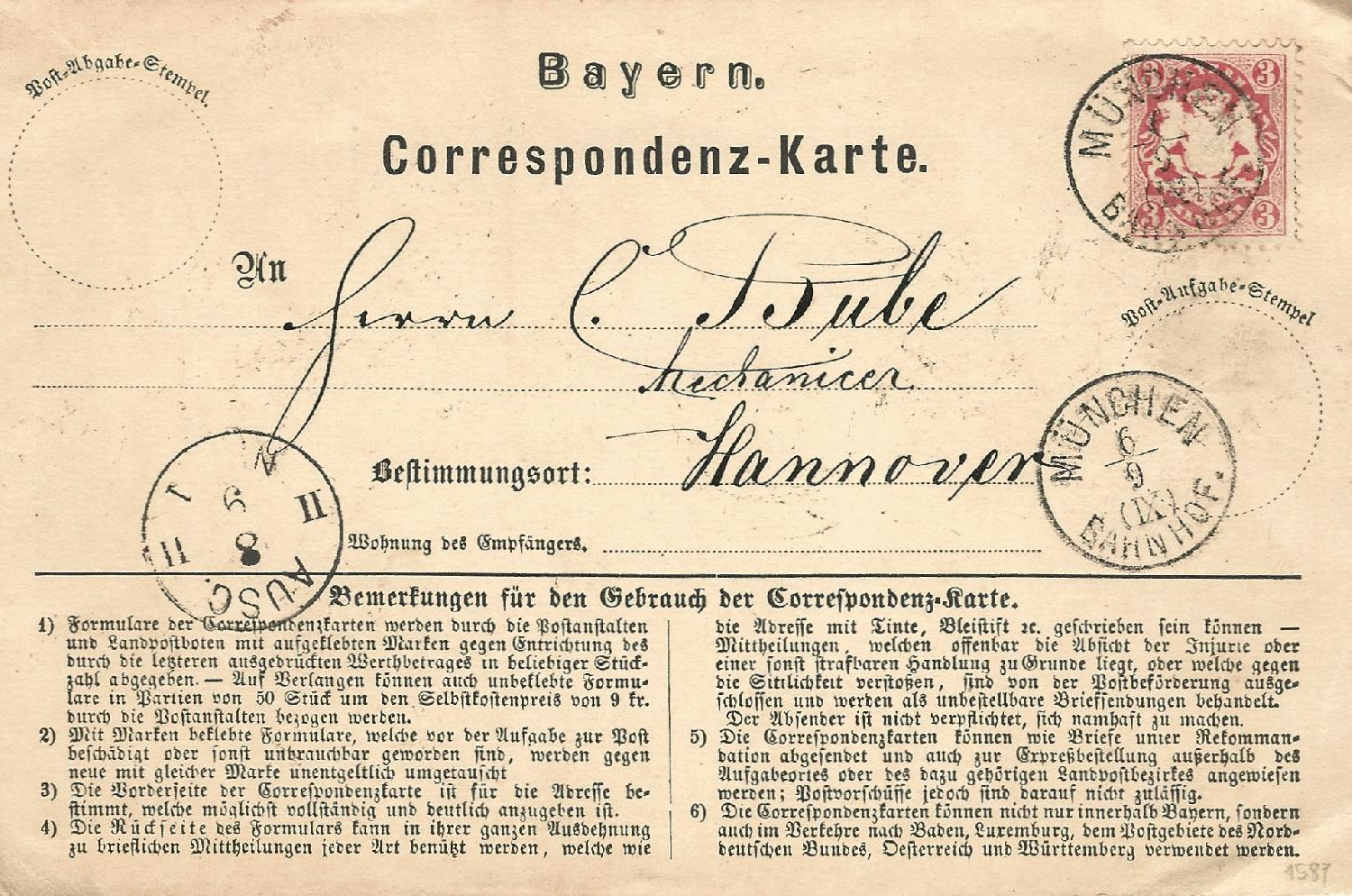
Postkarte von T. Ertel Sohn 1870 aus München an den Mechaniker Conrad Bube in Hannover …
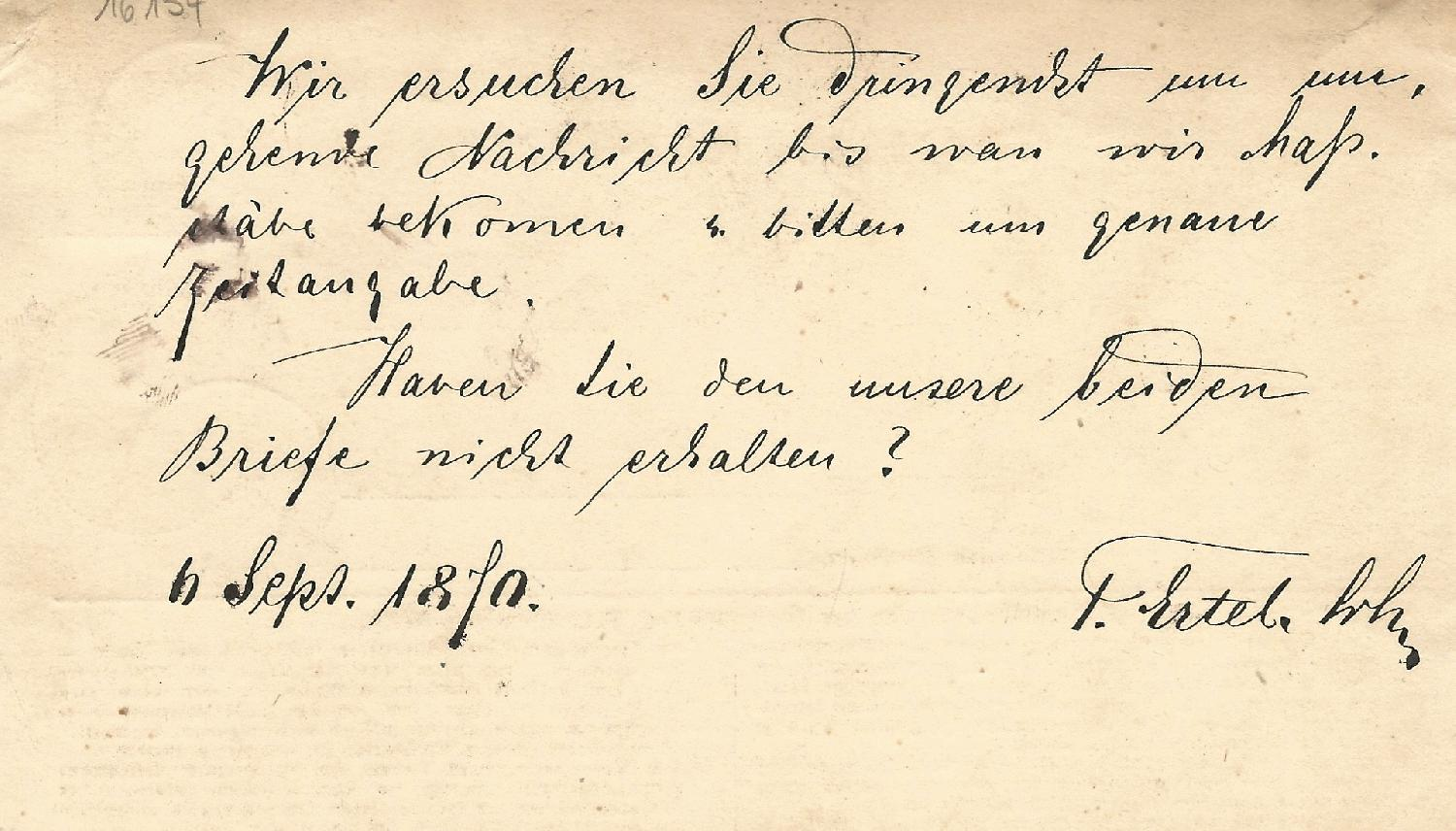
… „Wir ersuchen Sie dringenst um umgehende Nachricht bis wan[n] wir Maßstäbe bekommen u. bitten um genaue Zeitangabe. Haben Sie den[n] unsere beiden Briefe nicht erhalten? 6. Sept. 1870 T. Ertel Sohn“
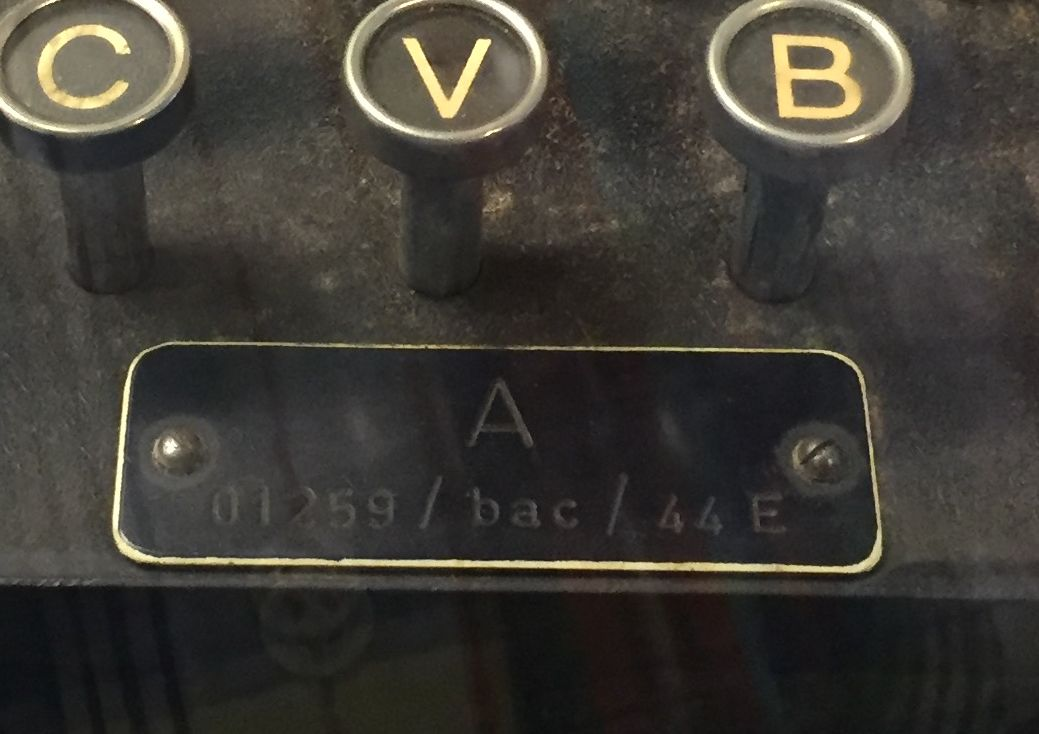
Seriennummernschild einer Enigma-Chiffriermaschine, hergestellt 1944 vom Ertel-Werk (bac) in München.

## Grabstätte

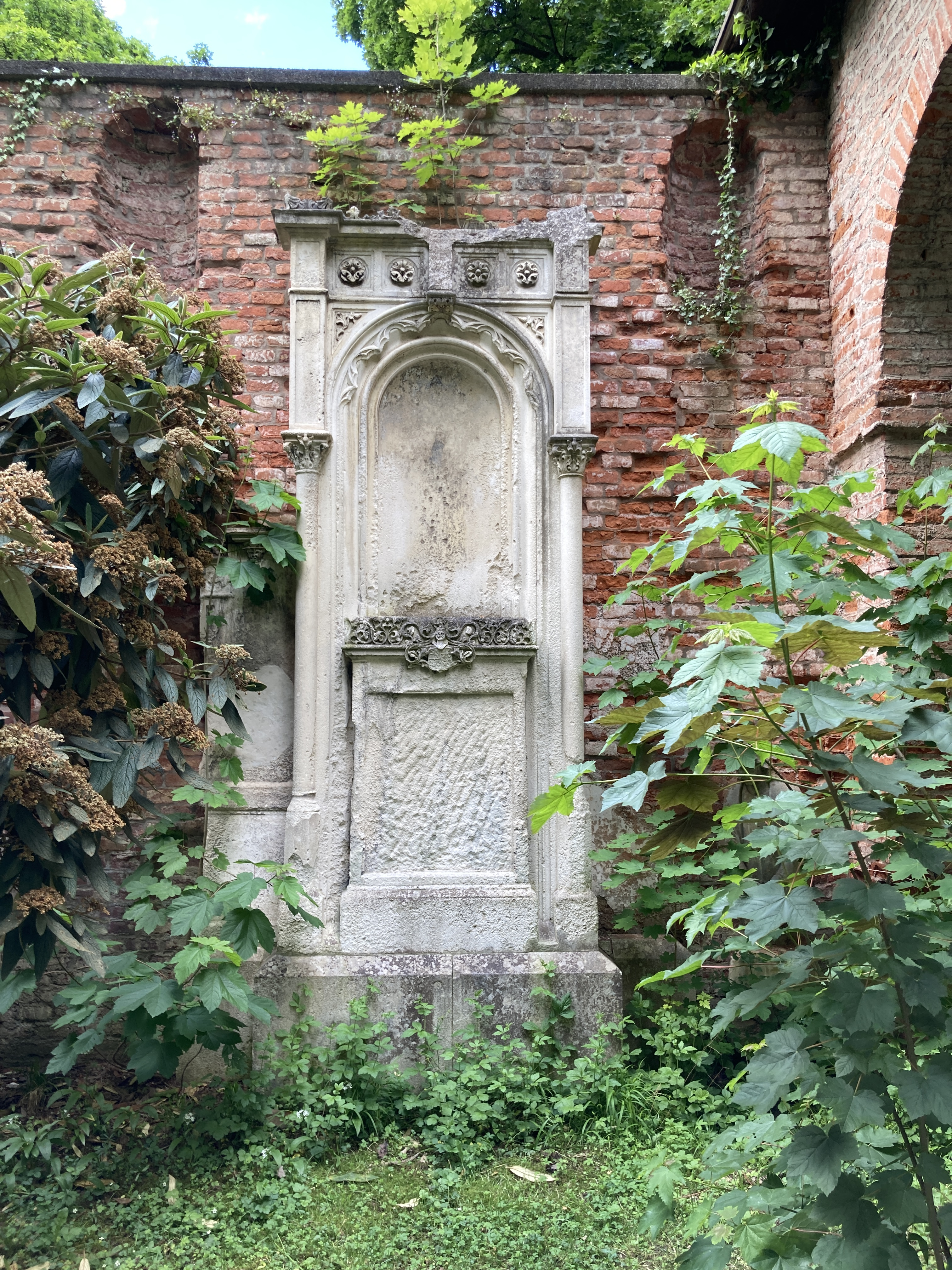
Grab von Traugott Ertel auf dem Alten Südlichen Friedhof in München

Die Grabstätte von Traugott Ertel befindet sich auf dem Alten Südlichen Friedhof in München (Alte Arkaden Platz 2 bei Gräberfeld 25) Standort. Die Grabstätte ist leider zu großen Teilen zerstört, liegt aber an prominenter Stelle in den ehemaligen Alten Arkaden und ganz in der Nähe der Arbeitskollegen Georg Reichenbach (Alte Arkaden Platz 11), Joseph Fraunhofer (Alte Arkaden Platz 12) und Joseph Utzschneider (Alte Arkaden Platz 32).